# Menahem Zulay
Menahem Zulay est un chercheur israélien du XXe siècle (Galicie, 1901 - Jérusalem, 1954). Spécialiste de la poésie hébraïque liturgique et profane au Moyen Âge, il est l’un des pionniers de la reconstitution de poèmes conservés dans la Gueniza du Caire. 

## Éléments de biographie
Menahem Zulay naît dans un petit village galicien à proximité de Roudky, alors sous souveraineté austro-hongroise et sous influence culturelle allemande. Sa famille émigre à Vienne où il reçoit l’essentiel de son éducation avant d’émigrer en Palestine mandataire en 1920. Installé à Jérusalem où il gagne sa vie comme ouvrier dans le bâtiment, il poursuit ses études auprès d’Eliezer Meir Lifschitz au séminaire pour enseignants du Mizrahi. Sa formation terminée, il part enseigner à Kfar-Hassidim en 1923.
En 1926, il rejoint à Zwickau l’équipe attachée à la bibliothèque de Salman Schocken. Enseignant l’hébreu aux enfants de son mécène, il participe à l’établissement du catalogue de la bibliothèque et poursuit des études universitaires à Leipzig et Berlin où il fréquente également la Hochschule für die Wissenschaft des Judentums. Il obtient un doctorat en liturgie de l’université de Bonn sous la direction de Paul Kahle, présentant comme sujet de dissertation Zur Liturgie der babylonischen Juden: Geniza-Texte ediert, übersetzt und bearbeitet sowie auf ihre punktation hin untersucht (la dissertation sera traduite en hébreu et publiée en 2004 par sa fille Ada Yardeni à l’occasion du jubilé de son décès).
En 1930, il est nommé secrétaire de Haïm Brody à la bibliothèque Schocken, et le suit à Jérusalem en 1933, environ un an avant que la bibliothèque y soit transférée. Poursuivant ses recherches sur la poésie hébraïque jusqu’à sa mort, il est intégré au conseil de l’Académie de la langue hébraïque le 11 décembre 1951.

## Œuvre
Menahem Zulay est l’un des premiers chercheurs sur les manuscrits de poésie hébraïque conservés dans la Gueniza du Caire. Travaillant sur base de photographies, il exhume de nombreux poèmes, publiant en 1938 son grand-œuvre, une édition critique de l’œuvre de Yannaï, poète établi en terre d’Israël sous domination byzantine, méconnu jusque-là tant du monde scientifique que du lectorat juif traditionnel. La plupart de ses recherches, dont son importante contribution sur la poésie de Saadia Gaon, sont publiées à titre posthume :
- (he) Menahem Zulay (éd.), Piyyoutei Yannaï : meloukatim mitokh kitvei hagueniza oumekorot a’herim, Berlin, Schocken Books, 1938 (lire en ligne)
- (he) Menahem Zulay (éd.), Piyyoutei Rabbi Nehemia ben Shlomon ben Heiman Hanassi, Berlin, Schocken Books, 1938
- (he) Menahem Zulay, Haʾaskola hapaytanit shel Rav Saadia Gaon, Jérusalem, Schocken Books, 1964
- (he) Efraïm Hazan (dir.), Eretz Israël oupiyyouteiha : me’hkarim bèpiyyoutei hagueniza, Jérusalem, éditions Magnes, 1996
- (he) Shulamit Elitzur (dir.), Mipi payyetanim veshofkhei siyya’h, Jérusalem, éditions de l’institut Ben-Zvi, 2004